# Aulnois-sous-Laon
Pour les articles homonymes, voir Aulnois et Laon (homonymie).
Aulnois-sous-Laon est une commune française située dans le département de l'Aisne en région Hauts-de-France.

## Géographie

### Hydrographie
La commune est située dans le bassin Seine-Normandie. Elle est drainée par le ruisseau des Barentons, le ruisseau de Longuedeau et un autre petit cours d'eau,.
Le ruisseau des Barentons, d'une longueur de 25 km, prend sa source dans la commune de Festieux et se jette  dans la Souche à Barenton-sur-Serre, après avoir traversé dix communes.

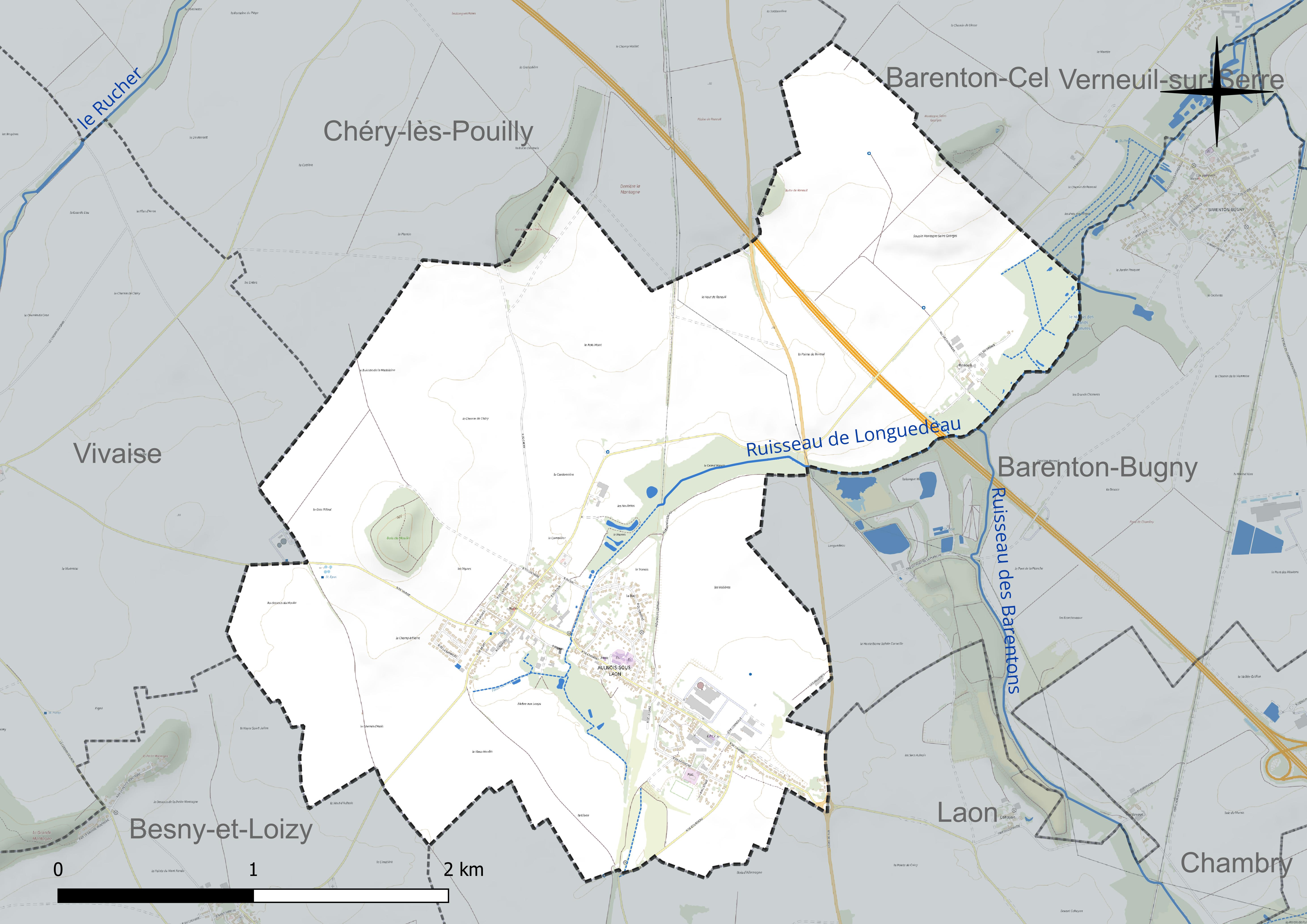
Réseau hydrographique d'Aulnois-sous-Laon.

### Climat

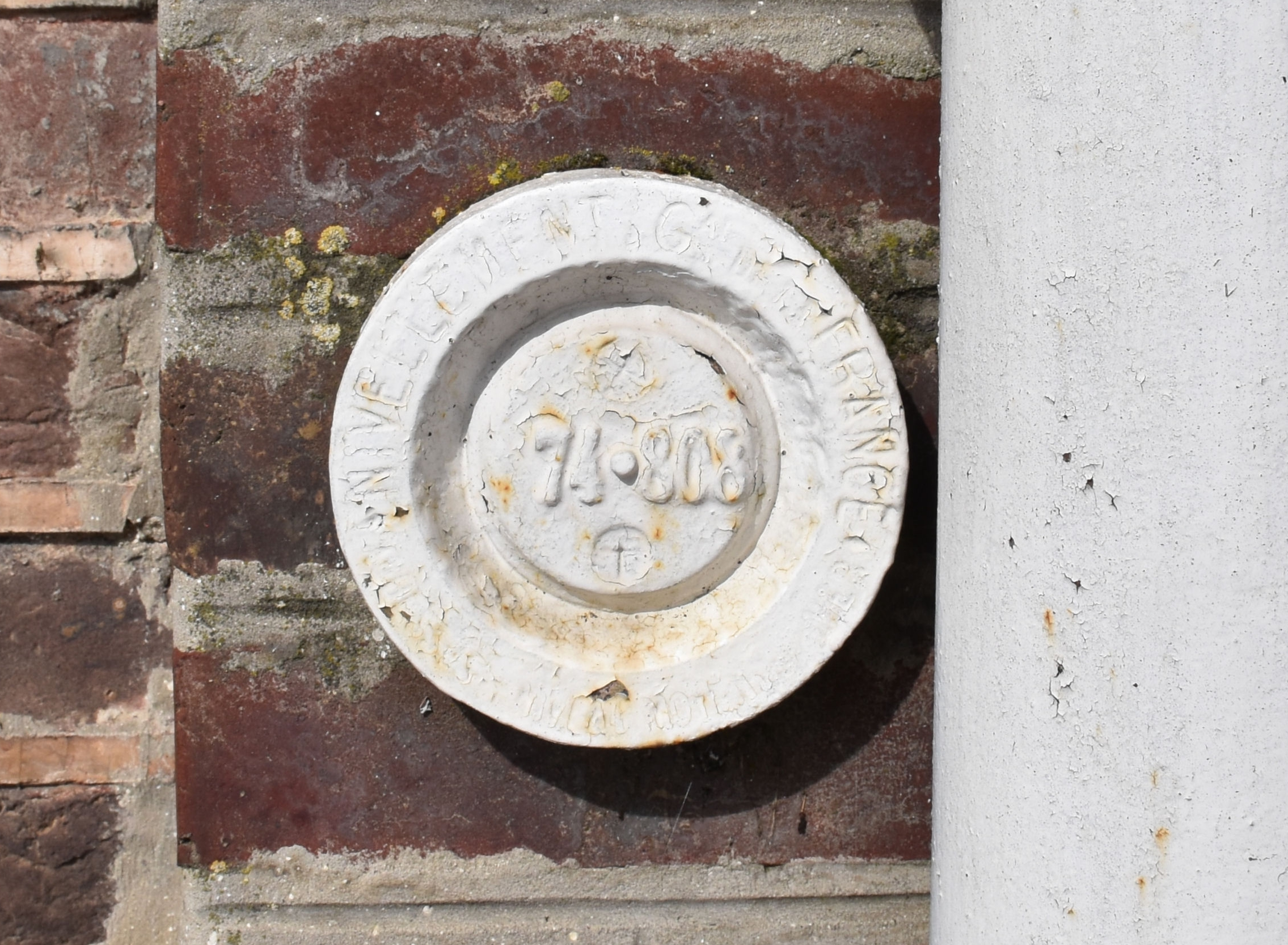
Borne de nivellement sur le mur de la mairie - Altitude 74.808 m.

Le climat qui caractérise la commune est qualifié, en 2010, de « climat océanique dégradé des plaines du Centre et du Nord », selon la typologie des climats de la France qui compte alors huit grands types de climats en métropole. En 2020, la commune ressort du type « climat océanique altéré » dans la classification établie par Météo-France, qui ne compte désormais, en première approche, que cinq grands types de climats en métropole. Il s'agit d'une zone de transition entre le climat océanique, le climat de montagne et le climat semi-continental. Les écarts de température entre hiver et été augmentent avec l'éloignement de la mer. La pluviométrie est plus faible qu'en bord de mer, sauf aux abords des reliefs.
Les paramètres climatiques qui ont permis d'établir la typologie de 2010 comportent six variables pour les températures et huit pour les précipitations, dont les valeurs correspondent à la normale 1971-2000. Les sept principales variables caractérisant la commune sont présentées dans l'encadré ci-après.
| Paramètres climatiques communaux sur la période 1971-2000 - Moyenne annuelle de température : 10,4 °C - Nombre de jours avec une température inférieure à −5 °C : 4,2 j - Nombre de jours avec une température supérieure à 30 °C : 4 j - Amplitude thermique annuelle : 15,1 °C - Cumuls annuels de précipitation : 725 mm - Nombre de jours de précipitation en janvier : 11,7 j - Nombre de jours de précipitation en juillet : 8,9 j |

Avec le changement climatique, ces variables ont évolué. Une étude réalisée en 2014 par la direction générale de l'Énergie et du Climat complétée par des études régionales prévoit en effet que la  température moyenne devrait croître et la pluviométrie moyenne baisser, avec toutefois de fortes variations régionales. La station météorologique de Météo-France installée sur la commune et mise en service en 1988 permet de connaître l'évolution des indicateurs météorologiques. Le tableau détaillé pour la période 1991-2020 est présenté ci-après.
| Mois                                        | jan.            | fév.            | mars           | avril           | mai           | juin           | jui.          | août           | sep.          | oct.          | nov.             | déc.            | année     |
| ------------------------------------------- | --------------- | --------------- | -------------- | --------------- | ------------- | -------------- | ------------- | -------------- | ------------- | ------------- | ---------------- | --------------- | --------- |
| Température minimale moyenne (°C)           | 1,3             | 1,2             | 2,9            | 4,6             | 8,2           | 10,9           | 12,9          | 12,8           | 10,1          | 7,6           | 4,3              | 2,1             | 6,6       |
| Température moyenne (°C)                    | 3,8             | 4,4             | 7,4            | 10,1            | 13,7          | 16,6           | 19            | 18,8           | 15,4          | 11,6          | 7,2              | 4,4             | 11        |
| Température maximale moyenne (°C)           | 6,3             | 7,5             | 11,8           | 15,6            | 19,1          | 22,2           | 25            | 24,8           | 20,7          | 15,6          | 10               | 6,8             | 15,5      |
| Record de froid (°C) date du record         | −17 07.01.09    | −16,1 04.02.12  | −13,5 13.03.13 | −6 08.04.03     | −1 05.05.1996 | 1,5 05.06.1991 | 4,1 31.07.15  | 2,2 26.08.1993 | −0,8 30.09.18 | −6 29.10.1997 | −10,2 24.11.1998 | −15,5 18.12.10  | −17 2009  |
| Record de chaleur (°C) date du record       | 16,3 05.01.1999 | 19,9 27.02.19   | 25,6 31.03.21  | 28 20.04.18     | 31,2 27.05.05 | 35,7 18.06.22  | 40,8 25.07.19 | 38,9 12.08.03  | 34,4 15.09.20 | 27,2 01.10.11 | 20 02.11.20      | 16,8 07.12.00   | 40,8 2019 |
| Précipitations (mm)                         | 60,2            | 51,3            | 50,2           | 44,2            | 58,7          | 61             | 62,1          | 62,8           | 47            | 56,9          | 56               | 75,2            | 685,6     |
| Record de pluie en 24 h (mm) date du record | 37,8 11.01.1993 | 25,2 14.02.1990 | 30 20.03.01    | 26,8 07.04.1998 | 59,2 11.05.00 | 51 14.06.07    | 64,2 13.07.21 | 69,6 15.08.10  | 49,6 11.09.08 | 50,5 09.10.24 | 22 25.11.00      | 30,6 19.12.1993 | 69,6 2010 |

| Diagramme climatique                                  |            |             |             |             |            |            |              |            |             |         |            |
| J                                                     | F          | M           | A           | M           | J          | J          | A            | S          | O           | N       | D          |
| 6,31,360,2                                            | 7,51,251,3 | 11,82,950,2 | 15,64,644,2 | 19,18,258,7 | 22,210,961 | 2512,962,1 | 24,812,862,8 | 20,710,147 | 15,67,656,9 | 104,356 | 6,82,175,2 |
| Moyennes : • Temp. maxi et mini °C • Précipitation mm |            |             |             |             |            |            |              |            |             |         |            |

## Urbanisme

### Typologie
Au 1er janvier 2024, Aulnois-sous-Laon est catégorisée bourg rural, selon la nouvelle grille communale de densité à 7 niveaux définie par l'Insee en 2022.
Elle est située hors unité urbaine. Par ailleurs la commune fait partie de l'aire d'attraction de Laon, dont elle est une commune de la couronne,. Cette aire, qui regroupe 106 communes, est catégorisée dans les aires de 50 000 à moins de 200 000 habitants,.

### Occupation des sols
L'occupation des sols de la commune, telle qu'elle ressort de la base de données européenne d'occupation biophysique des sols Corine Land Cover (CLC), est marquée par l'importance des territoires agricoles (85,8 % en 2018), une proportion sensiblement équivalente à celle de 1990 (85,1 %). La répartition détaillée en 2018 est la suivante : 
terres arables (85,8 %), zones urbanisées (6,5 %), zones industrielles ou commerciales et réseaux de communication (3,1 %), forêts (2,6 %), zones humides intérieures (2 %).
L'évolution de l'occupation des sols de la commune et de ses infrastructures peut être observée sur les différentes représentations cartographiques du territoire : la carte de Cassini (XVIIIe siècle), la carte d'état-major (1820-1866) et les cartes ou photos aériennes de l'IGN pour la période actuelle (1950 à aujourd'hui).

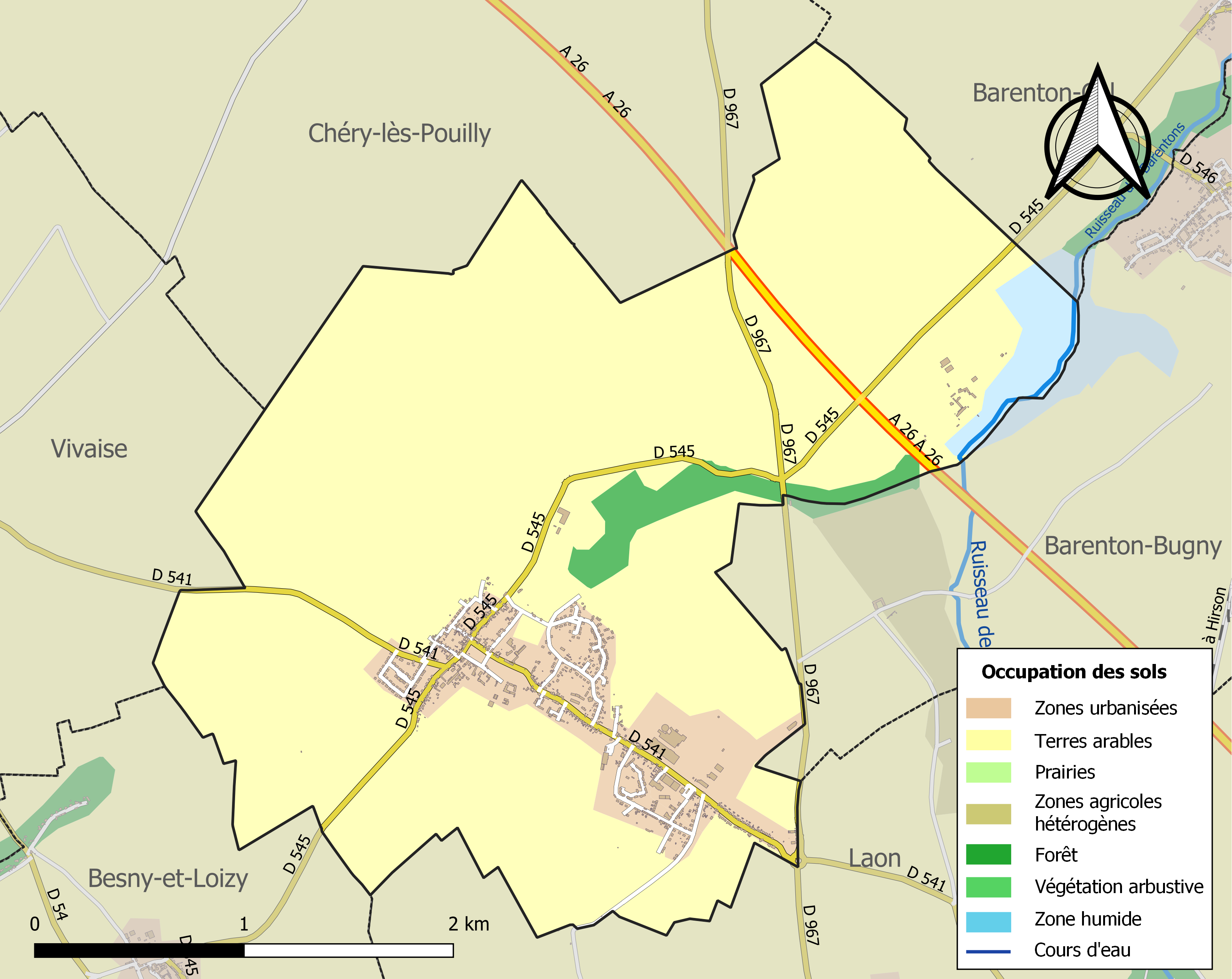
Carte des infrastructures et de l'occupation des sols de la commune en 2018 (CLC).

## Toponymie
Le nom de la localité est attesté sous les formes In territorio de Alneto (1223) ; Aunoit (1259) ; Aunoi (1274) ; Annoi (1280) ; Aunois (1288) ; Annoy (1326) ; Annoit-soubz-Laon (1336) ; Aunoyt (1366) ; Annoyt (1397) ; Aulnoy (1494) ; Ausnoy (1498) ; Aonnoy (1511) ; Aulnoys (1529) ; Annois (1539).
Du latin alnetum « bois d'aunes » ; -etum devient -ei oi ; le -s est parasite.

## Histoire
Des traces de présence humaine ont été mises en évidence lors de fouilles archéologiques pour la période de La Tène au lieu-dit Devant-la-Sucrerie, pour une nécropole qui bordait une voie de circulation. Ainsi que des enclos circulaire protohistoriques non fouillés à l'Épine-Mignot et l'Arbre-des-Loups ou à La Montagne.
Gallo-romain : la voie allant de Reims à Saint-Quentin qui a donné son nom au Chemin-des-Romains, un habitat à Chauffour, un établissement agricole à la Longue-Haie et au nord du Grand-Marais avec une nécropole aux Usages.
Une nécropole mérovingienne fut découverte en 1838. Il y avait plusieurs sarcophages trapézoïdaux en pierre.
Des sépultures du Moyen Âge au Tumois et au Chemin-des-Romains.

## Politique et administration

### Découpage territorial
La commune d'Aulnois-sous-Laon est membre de la communauté d'agglomération du Pays de Laon, un établissement public de coopération intercommunale (EPCI) à fiscalité propre créé le 1er janvier 2014 dont le siège est à Aulnois-sous-Laon. Ce dernier est par ailleurs membre d'autres groupements intercommunaux.
Sur le plan administratif, elle est rattachée à l'arrondissement de Laon, au département de l'Aisne et à la région Hauts-de-France. Sur le plan électoral, elle dépend du  canton de Laon-1 pour l'élection des conseillers départementaux, depuis le redécoupage cantonal de 2014 entré en vigueur en 2015, et de la première circonscription de l'Aisne  pour les élections législatives, depuis le dernier découpage électoral de 2010.

### Administration municipale

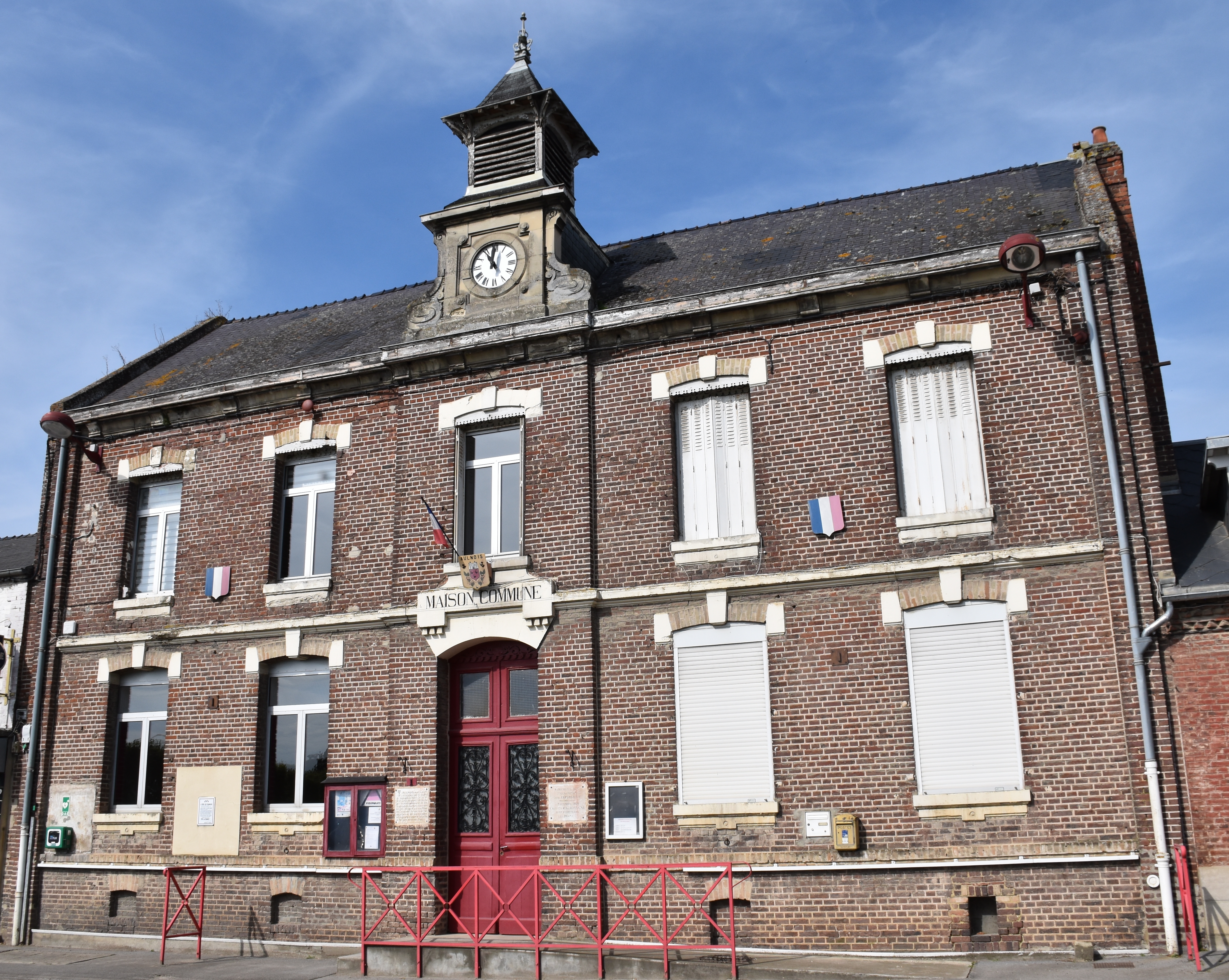
La mairie.

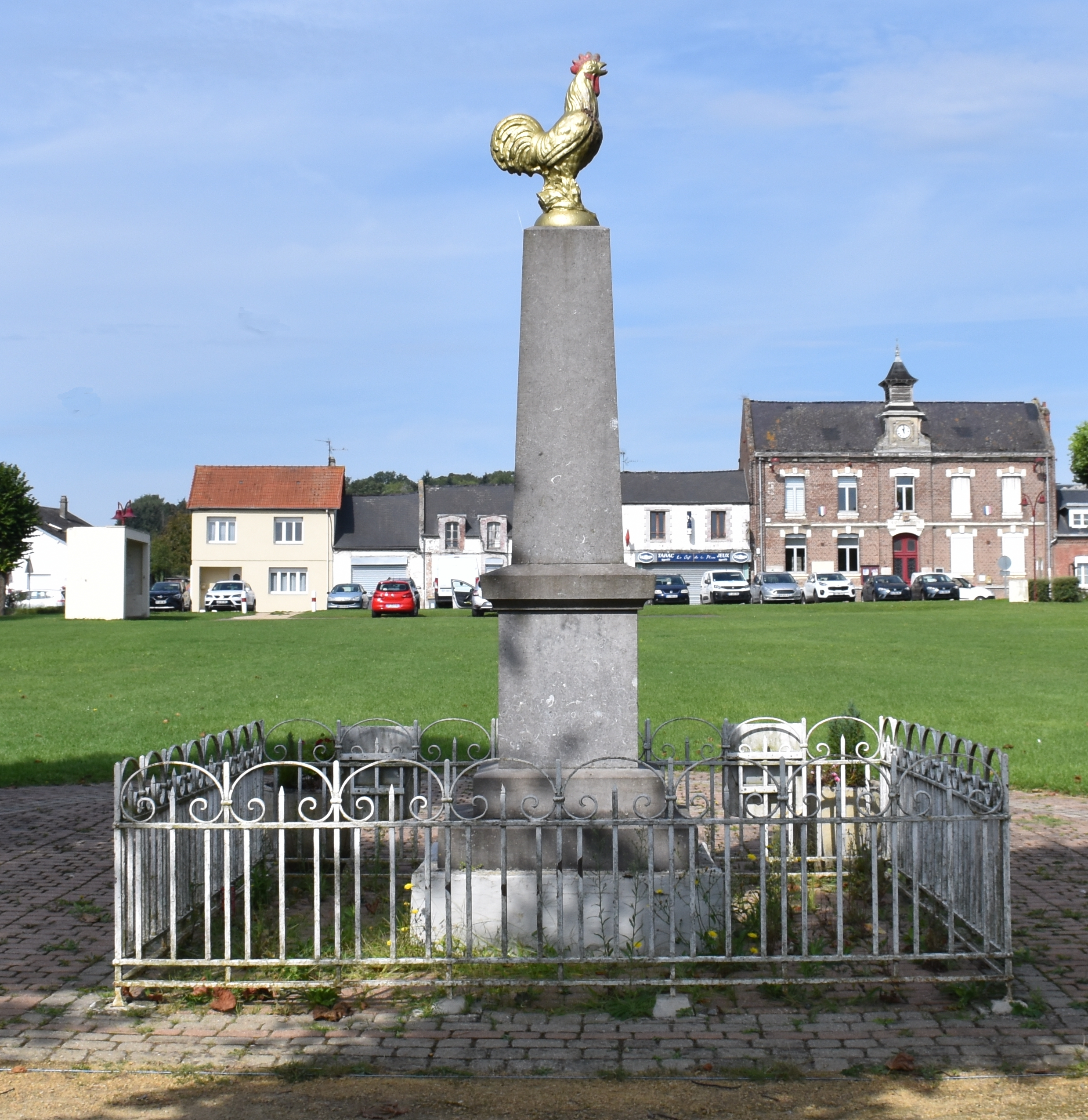
Le monument aux morts.

| Période                                  | Période                   | Identité    | Étiquette | Qualité                                                    |
| ---------------------------------------- | ------------------------- | ----------- | --------- | ---------------------------------------------------------- |
| Les données manquantes sont à compléter. |                           |             |           |                                                            |
| avant 1876                               | après 1879                | Fouquier    |           |                                                            |
| mars 2001                                | En cours (au 24 mai 2020) | Denis Dumay | PS        | Retraité Fonction publique Réélu pour le mandat 2020-2026, |

## Démographie
L'évolution du nombre d'habitants est connue à travers les recensements de la population effectués dans la commune depuis 1793. Pour les communes de moins de 10 000 habitants, une enquête de recensement portant sur toute la population est réalisée tous les cinq ans, les populations de référence des années intermédiaires étant quant à elles estimées par interpolation ou extrapolation. Pour la commune, le premier recensement exhaustif entrant dans le cadre du nouveau dispositif a été réalisé en 2004.

En 2022, la commune comptait 1 366 habitants, en évolution de −5,14 % par rapport à 2016 (Aisne : −1,97 %, France hors Mayotte : +2,11 %).
| 1793 | 1800 | 1806 | 1821 | 1831 | 1836 | 1841 | 1846 | 1851 |
| ---- | ---- | ---- | ---- | ---- | ---- | ---- | ---- | ---- |
| 194  | 198  | 218  | 210  | 218  | 213  | 253  | 236  | 258  |

| 1856 | 1861 | 1866 | 1872 | 1876 | 1881 | 1886 | 1891 | 1896 |
| ---- | ---- | ---- | ---- | ---- | ---- | ---- | ---- | ---- |
| 256  | 267  | 305  | 296  | 405  | 413  | 457  | 489  | 484  |

| 1901 | 1906 | 1911 | 1921 | 1926 | 1931 | 1936 | 1946 | 1954 |
| ---- | ---- | ---- | ---- | ---- | ---- | ---- | ---- | ---- |
| 456  | 464  | 524  | 505  | 672  | 720  | 744  | 789  | 805  |

| 1962 | 1968 | 1975 | 1982  | 1990  | 1999  | 2004  | 2006  | 2009  |
| ---- | ---- | ---- | ----- | ----- | ----- | ----- | ----- | ----- |
| 937  | 913  | 900  | 1 090 | 1 146 | 1 218 | 1 301 | 1 315 | 1 294 |

| 2014  | 2019  | 2022  | - | - | - | - | - | - |
| ----- | ----- | ----- | - | - | - | - | - | - |
| 1 429 | 1 386 | 1 366 | - | - | - | - | - | - |

## Culture locale et patrimoine

### Lieux et monuments
- Vestiges de l'ancienne maison forte de la fin du XIIIe siècle[31] classés aux monuments historiques depuis 1927.
- Église de la Vierge.

### Héraldique
| Blason de Aulnois-sous-Laon | Blason  | D'or à l'écusson de gueules chargé de trois merlettes de sable et sommé d'un château de quatre tours couvertes d'argent, ouvert et ajouré de sable, soutenu par deux branches d'aulne fruitées au naturel et posées en chevron renversé, et accompagné de trois merlettes de sable. |
| Blason de Aulnois-sous-Laon | Détails | Le statut officiel du blason reste à déterminer. |

## Pour approfondir